# Holteberg
Der Holteberg ist ein Berg an der Oates-Küste Ostantarktikas. Er erhebt sich am Ostrand einer Hügelkette, 8 Kilometer nordöstlich des (zu den Wilson Hills gehörenden) Thompson Peak. Der Name bezieht sich auf das Schloss Holte in der ostwestfälischen Stadt Schloß Holte-Stukenbrock.
Der Deutsche Landesausschuß für das Scientific Committee on Antarctic Research (SCAR) und für das International Arctic Science Committee (ISAC) nahm den Namensvorschlag der Bundesanstalt für Geowissenschaften und Rohstoffe (BGR) am 17./18. Juni 1999 an.